# Gydański Park Narodowy
Gydański Park Narodowy (ros. Национальный парк «Гыданский») – park narodowy w rejonie tazowskim Jamalsko-Nienieckiego Okręgu Autonomicznego w Rosji. Jego obszar wynosi 8781,74 km². Dekretem rządu Federacji Rosyjskiej z dnia 27 grudnia 2019 roku istniejący od 1996 roku Rezerwat Gydański przekształcono w park narodowy o tej samej nazwie. Zarząd parku znajduje się w miejscowości Tazowskij. 
Ze względu na położenie park jest praktycznie niedostępny dla zwiedzających. 

## Opis
Park obejmuje równinną, północną część Półwyspu Gydańskiego, w tym Półwysep Jawaj, Półwysep Mamonta, zatokę Jurackaja Guba oraz wyspy na Morzu Karskim: Olenij, Wyspa Szokalskiego, Pescowyje, Prokliatyje i Rownyj.
Park został utworzony w celu ochrony i badania ekosystemów tundry Syberii Zachodniej. Grubość wiecznej zmarzliny waha się od 150 do 300 metrów. Dużą część parku zajmuje pustynia polarna. Dlatego na wielu obszarach praktycznie nie ma roślinności. Występują jedynie różne porosty, mchy i zioła. Tylko południową część parku zajmuje typowa tundra krzewinkowa. Można tu spotkać wierzby (śniade i polarne) oraz brzozy karłowate. 
Na terenie parku żyje 18 gatunków ssaków, 76 gatunków ptaków oraz 20 gatunków ryb.
Dwa gatunki ssaków – niedźwiedź polarny i mors arktyczny – należą do gatunków zagrożonych. Na Wyspie Szokalskiej i wyspie Olenij znajdują się legowiska niedźwiedzi polarnych. Na terenie  parku można spotkać dzikie renifery tundrowe oraz lisy polarne. W wodach przybrzeżnych powszechne są: białucha arktyczna, nerpa obrączkowana i fokowąs brodaty.
W parku gniazduje duża liczba ptaków wodnych. Na samej Wyspie Szokalskiej żyje od 6 do 8 tysięcy gęsi białoczelnych. Inne gatunki ptaków to, m.in.: nur białodzioby, łabędź czarnodzioby, bielik, sokół wędrowny, mewa biała i bernikla białolica.

## Klimat
Park znajduje się w arktycznej strefie klimatycznej. Najcieplejsze miesiące w roku to lipiec i sierpień ze średnią temperaturą od + 5 °С na wybrzeżu Morza Karskiego do + 10,2 °С na południu. Najzimniejszym miesiącem jest styczeń, czasem luty, kiedy średnie temperatury wahają się od -24°C do -28°C. Najniższa odnotowana temperatura to -63 °C. Pokrywa śnieżna trwa około 240 dni.